# Svend Olsen
Svend Egil Benjamin Olsen, född 17 oktober 1908 i Lodbjerg, död 13 december 1980 i Hundested, var en dansk tyngdlyftare.
Olsen blev olympisk silvermedaljör i 82,5-kilosklassen i tyngdlyftning vid sommarspelen 1932 i Los Angeles.